# محمد مدحت بهجت
محمد مدحت بهجت (انگلیسی: Mohamed Medhat Bahgat؛ زادهٔ ۱۴ اکتبر ۱۹۲۶) بازیکن بسکتبال اهل مصر بود.